# Nosema
Anncaliia, Brachiola, Nosema es un género de hongos de la clase Microsporidia. El género fue circunscripto por el botánico suizo Karl Wilhelm von Nägeli en 1857, contiene 81 especies de hongos parásitos. La mayoría parasitan insectos y otros artrópodos; las especies de Nosema más conocidas parasitan abejas melíferas, en las cuales causan enfermedades significativas para los apicultores, a menudo impiden que la colonia se desarrolle en la primavera al salir de su periodo de letargo invernal.
Ocho especies parasitan digeneos, un grupo de gusanos planos parásitos, y por lo tanto son hiperparásitos, o sea parásitos de parásitos.

## Especies
- Nosema algerae parasita mosquitos Anncaliia (sin. Nosema, Brachiola ) algerae
- Nosema antheraeae parasita al gusano de seda del roble chino Antheraea pernyi
- Nosema apis parasita a la abeja europea o melífera
- Nosema birgii parasita al escarabajo crisomélido Mesoplatys cincta
- Nosema bombi parasita abejorros
- Nosema bombycis causa pebrina en los gusanos de seda
- Nosema carpocapsae parasita a Laspeyresia molesta (una polilla tortrícida)
- Nosema ceranae parasita abejas melíferas y abejorros
- Nosema chaetocnemae parasita al escarabajo crisomélido Chaetocnema tibialis
- Nosema chrysorrhoeae parasita a la mariposa lagarta cola parda Euproctis chrysorrhoea (una polilla limántrida)
- Nosema couilloudi parasita a los escarabajos crisomélidos del género Nisotra
- Nosema empoascae parasita a la cotorrita de la papa Empoasca fabae (un insecto cicadélido)
- Nosema equestris parasita a los escarabajos crisomélidos Gastrophysa viridula y Leptinotarsa decemlineata
- Nosema fumiferanae parasita al gusano del cogollo del abeto oriental Choristoneura fumiferana (una polilla tortricida)
- Nosema furnacalis parasita al taladro asiático del maíz  Ostrinia furnacalis (una polilla pirálida)
- Nosema galerucellae parasita al escarabajo crisomélido Galerucella luteola
- Nosema gastroideae parasita al escarabajo crisomélido Gastrophysa polygoni
- Nosema granulosis parasita al crustáceo Gammarus duebeni
- Nosema kovacevici
- Nosema leptinotarsae parasita al escarabajo de la patata (Leptinotarsa decemlineata)
- Nosema nisotrae parasita a los escarabajos crisomélidos del género Nisotra
- Nosema oulemae parasita al escarabajo crisomélido Oulema melanopus
- Nosema phyllotretae parasita a los escarabajos crisomélidos Phyllotreta atra y Phyllotreta undulata
- Nosema polygrammae parasita al escarabajo crisomélido Polygramma undecimlineata
- Nosema portugal parasita a Lymantria dispar (una polilla tortrícida)
- Nosema pyrrhocoridis parasita al san pedrito Pyrrhocoris apterus (un insecto pirrocórido)
- Nosema pyrausta parasita al taladro europeo del maíz Ostrinia nubilalis (una polilla pirálida)
- Nosema serbica parasita a la lagarta peluda Lymantria dispar (una polilla tortrícida)
- Nosema spodopterae parasita a la palomilla dorso de diamante, Plutella xylostella
- Nosema trichoplusiae parasita a la oruga de la col Trichoplusia ni
- Nosema tyriae parasita a la polilla de la hierba cana Tyria jacobaeae
- Nosema vespula parasita a las avispas europeas

Nosema locustae, que parasita a los saltamontes, y Nosema grylli, que parasita a los grillos, han sido transferidos a Paranosema, o en el primer caso Antonospora. Nosema algerae, que parasita a los mosquitos anófeles, ha sido transferido a Brachiola. Nosema kingii, que parasita a las moscas de la fruta, y Nosema acridophagus, que parasita a los saltamontes, han sido transferidos a Tubilinosema.
Los estudios de secuencias de ADN indican que el límite entre los géneros Nosema y Vairimorpha se encuentra demarcado de manera incorrecta.